# Jusuf Hobaish z Sahel Alma
Jusuf Hobaish z Sahel Alma (ur. 23 kwietnia 1787 w Sahel Alma, zm. 23 maja 1845) – duchowny katolicki kościoła maronickiego, w latach 1823–1845 68. patriarcha tego kościoła - "maronicki patriarcha Antiochii i całego Wschodu".